# I Don't Want to Be a Hero
I Don't Want to Be a Hero is een nummer van de Britse band Johnny Hates Jazz uit 1987. Het is derde single van hun debuutalbum, Turn Back the Clock.
"I Don't Want to Be a Hero" is een anti-oorlogslied, en geschreven vanuit het perspectief van een soldaat die vraagtekens zet bij zijn deelname aan wat hij beschouwt als een onrechtvaardige oorlog. De Amerikaanse platenmaatschappij van de band was terughoudend om de single in de VS uit te brengen vanwege de anti-oorlogshouding. In het nummer worden ook de dienstplicht en propaganda bekritiseerd. De plaat werd in zowel Europa als Amerika een hit. Het bereikte de 11e positie in het Verenigd Koninkrijk. In de Nederlandse Top 40 kwam het tot een bescheiden 25e positie, terwijl het in de Vlaamse Ultratop 50 de 16e positie bereikte.